# Хиггинс, Майкл
Майкл Дэниел Хи́ггинс (ирл. Mícheál Dónall Ó hUigínn, англ. Michael Daniel Higgins; род. 18 апреля 1941[…], Лимерик, Манстер) — ирландский политический и государственный деятель, поэт, писатель, социолог и телеведущий. Он стал девятым президентом Ирландии по итогам президентских выборов, прошедших 27 октября 2011 года, на которых он был кандидатом от Лейбористской партии.
Активно участвует в политике с начала 1970-х годов, в 1982—1983 и 1991—1992 годах был мэром города Голуэя, с 1993 по 1997 год занимал пост министра искусств, культуры и гэльского языка, в 2003—2011 годах — председатель Лейбористской партии.

## Ранние годы
Хиггинс родился в Лимерике 18 апреля 1941 года. Его отец Джон Хиггинс был лейтенантом Ирландской республиканской армии. Джон Хиггинс, вместе со своими братьями Питером и Майклом были активными участниками Ирландской войны за независимость.
Будучи студентом Ирландского национального университета в Голуэе в 1963 стал вице-аудитором, а в 1964 избран аудитором в студенческом клубе литературы и дискуссии. Также, в 1964—1965 годах был президентом Союза студентов Ирландского национального университета в Голуэе. В 1967 году получает степень магистра в Индианском университете в Блумингтоне. Его академическая карьера связана с Ирландским национальным университетом в Голуэе, где он был преподавателем кафедры политологии и социологии, а также приглашённым профессором в Университете Южного Иллинойса (Карбондейл, США).

## Политическая карьера

### Сенад Эрен и Дойл Эрен
Хиггинс вступил в Фианна Файл будучи студентом Ирландского национального университета в Голуэе, но вскоре перешёл к Лейбористской партии, от которой баллотировался на всеобщих выборах в Парламент Ирландии (на ирл.  Эрахтас) в 1969 и 1973 годах, однако, в обоих случаях, безуспешно.
В 1973 году Лиам Косгрейв назначает Хиггинса членом Сената Ирландии, верхней палаты Ирландского парламента (на ирл. Сенад Эрен) 13 созыва от Ирландского национального университета.
Впервые избран депутатом Палаты представителей Ирландии, нижней палаты Парламента Ирландии (на ирл. Дойл Эрен) в 1981 году от Лейбористской партии, вновь переизбран в феврале 1982 года, однако потерял депутатское кресло в ноябре 1982 года. Вновь вернулся в Сенат.
В 1982—1983 и 1991—1992 годах был мэром города-графства Голуэй.
В 1987 году одержав победу, вновь становится депутатом Палаты представителей Ирландии (на ирл. Дойл Эрен) от избирательного округа Голуэй Запад и остаётся депутатом вплоть до 2011 года.

### Министр искусств, культуры и гэльского языка
Хиггинс был последним министром по делам гэльского языка, на этот пост он был назначен в 1993 году и прослужил год, до объединения министерства с министерством искусств и культуры, затем стал министром искусств, культуры и гэльского языка и был им до 1997 года. Во время пребывания его в качестве министра он высказал своё мнение об отмене цензуры, установленной разделом 31 Закона о телерадиовещании, для укрепления ирландской киноиндустрии восстановил Ирландский совет по кинематографии и поднял ирландский язык до уровня телеканалов, создав телеканал «Teilifís па Gaeilge» (впоследствии переименован в TG4). Хиггинс высказал своё желание участвовать в выборах президента от Лейбористской партии, назначенных на 24 октября 2004 года. 16 сентября 2004 года партия выступила против участия Хиггинса в выборах.

### Президент
В сентябре 2010 года Хиггинс заявил, что заинтересован баллотироваться в кандидаты на пост президента в 2011 году от Лейбористской партии. Также он указал, что будет служить в качестве президента Ирландии один семилетний срок и не будет баллотироваться на второй срок, хотя имеет на это конституционное право.
Был выбран в качестве кандидата на пост президента на специальном конгрессе в Дублине 19 июня 2011 года, победив бывшего сенатора Кэтлин О’Мира и бывшего советника партии Фергуса Файнели. Хиггинс заявил, что будет нейтральным президентом и не станет «служанкой» Правительству.
29 октября 2011 года, через два дня после президентских выборов, Хиггинс был объявлен президентом Ирландии, при этом он набрал 1 007 104 голосов избирателей (56,8 %) — гораздо больше, чем любой ирландский политик в истории республики.
Хиггинс посетил Великобританию в апреле 2014 года в рамках своего первого государственного визита в качестве избранного главы государства.
26 октября 2018 года Хиггинс переизбран на пост президента Ирландии.

## Личная жизнь
Женат на Сабине Койн, у пары четверо детей.
Он свободно владеет двумя официальными языками Ирландии — ирландским и английским, а также говорит на испанском.